# Carex wahuensis
Carex wahuensis är en halvgräsart som beskrevs av Carl Anton von Meyer. Carex wahuensis ingår i släktet starrar, och familjen halvgräs.
Artens utbredningsområde är Hawaii.

## Underarter
Arten delas in i följande underarter:
- C. w. herbstii
- C. w. rubiginosa
- C. w. wahuensis

## Bildgalleri

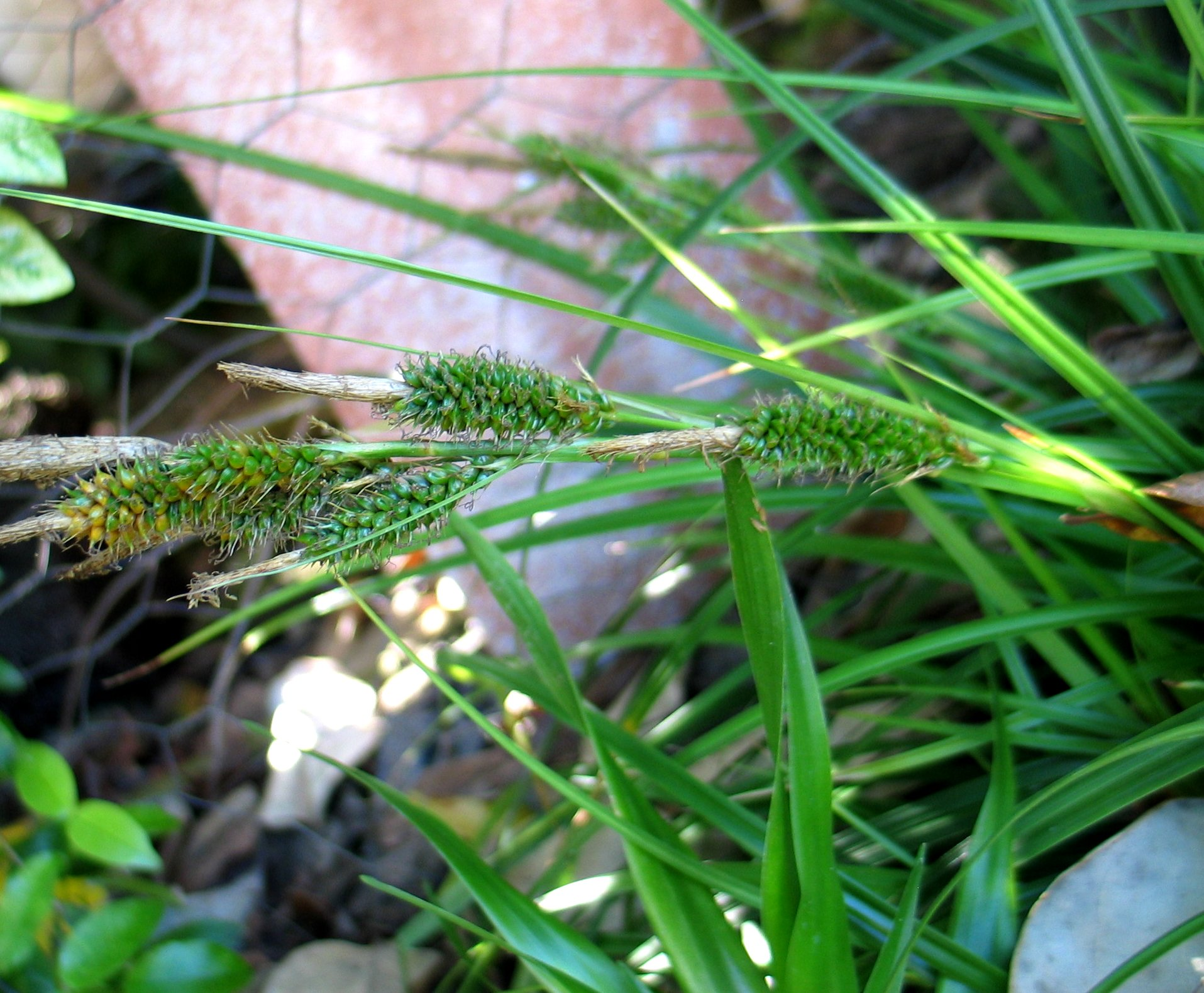
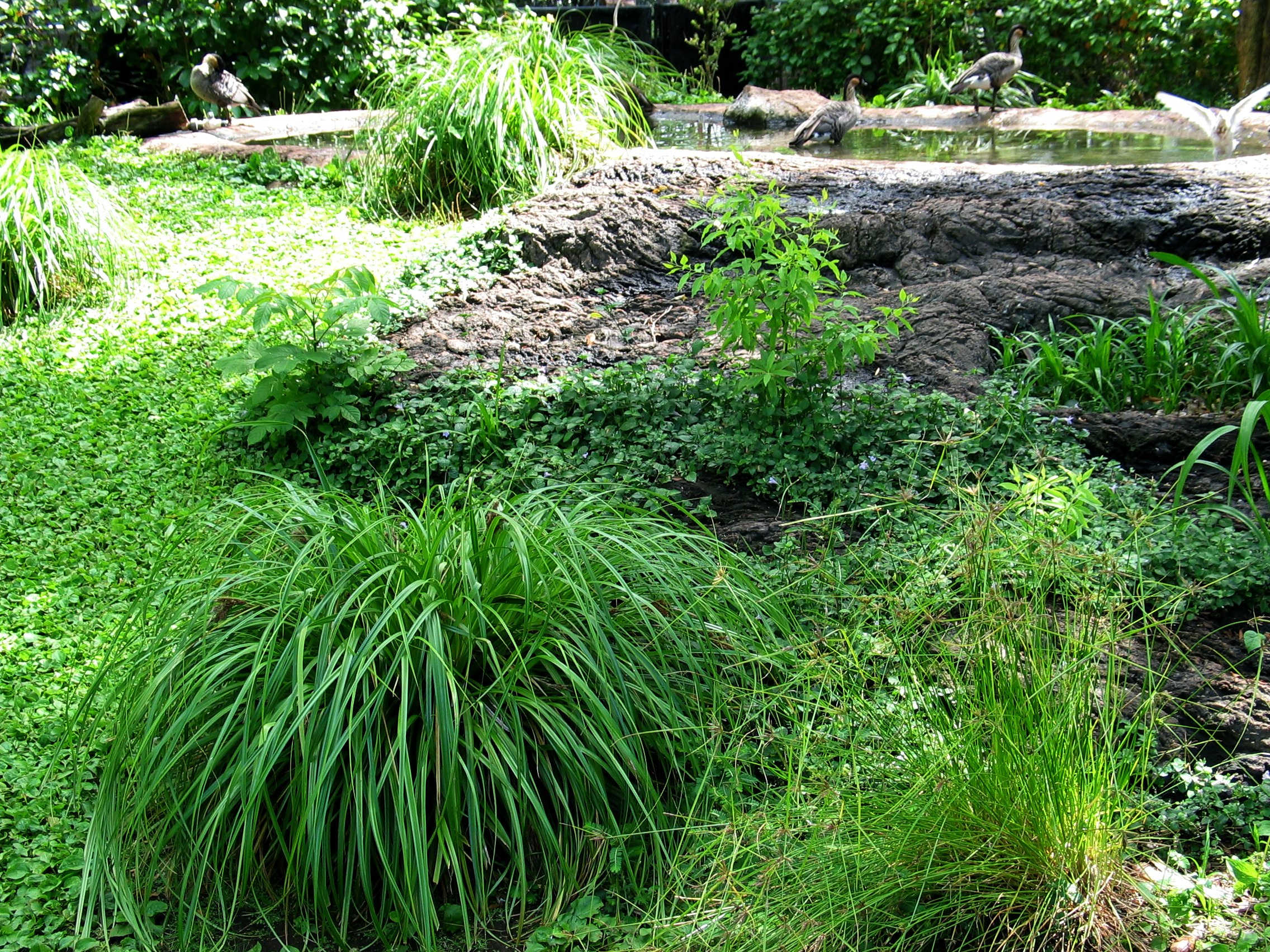
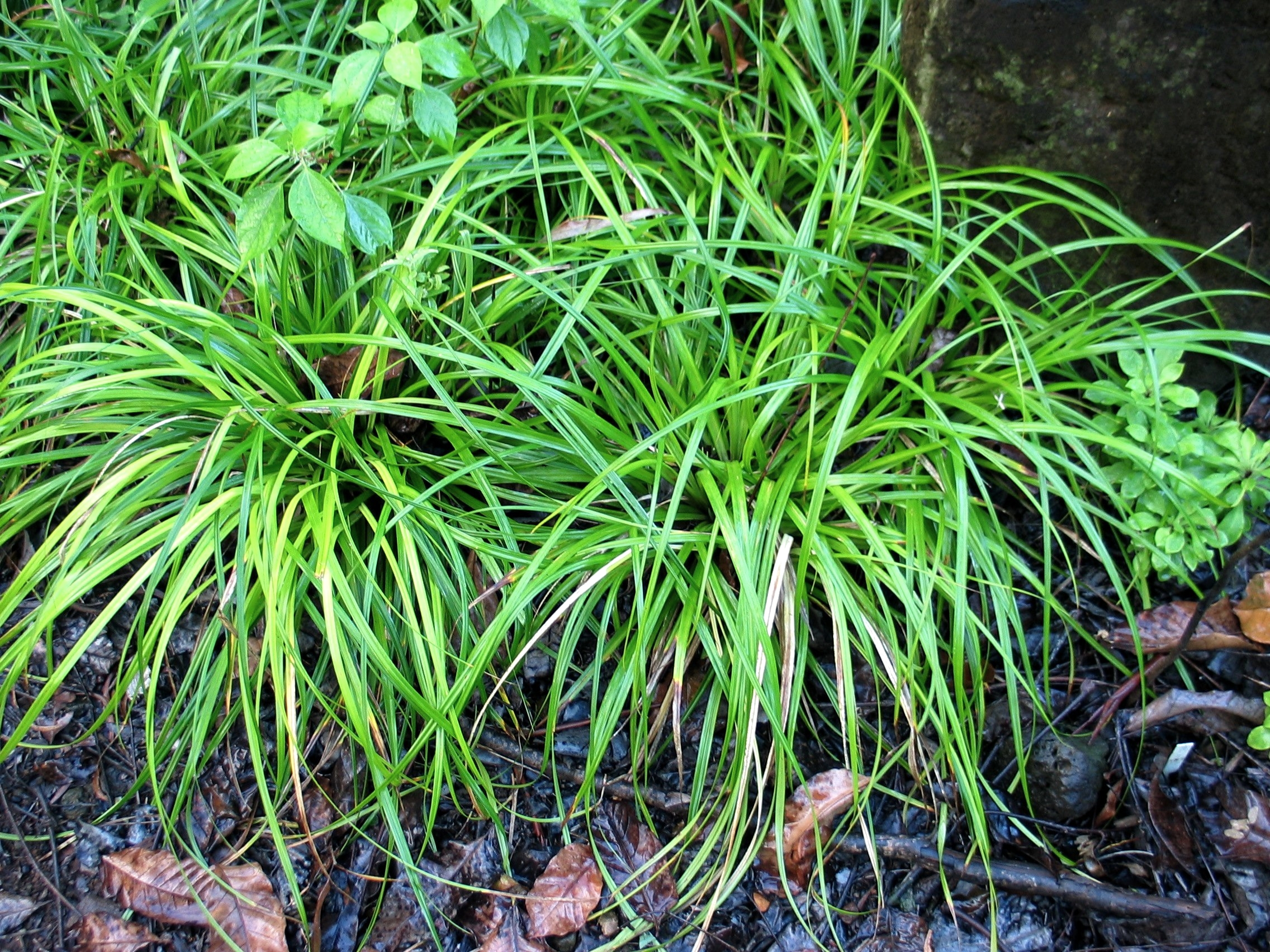
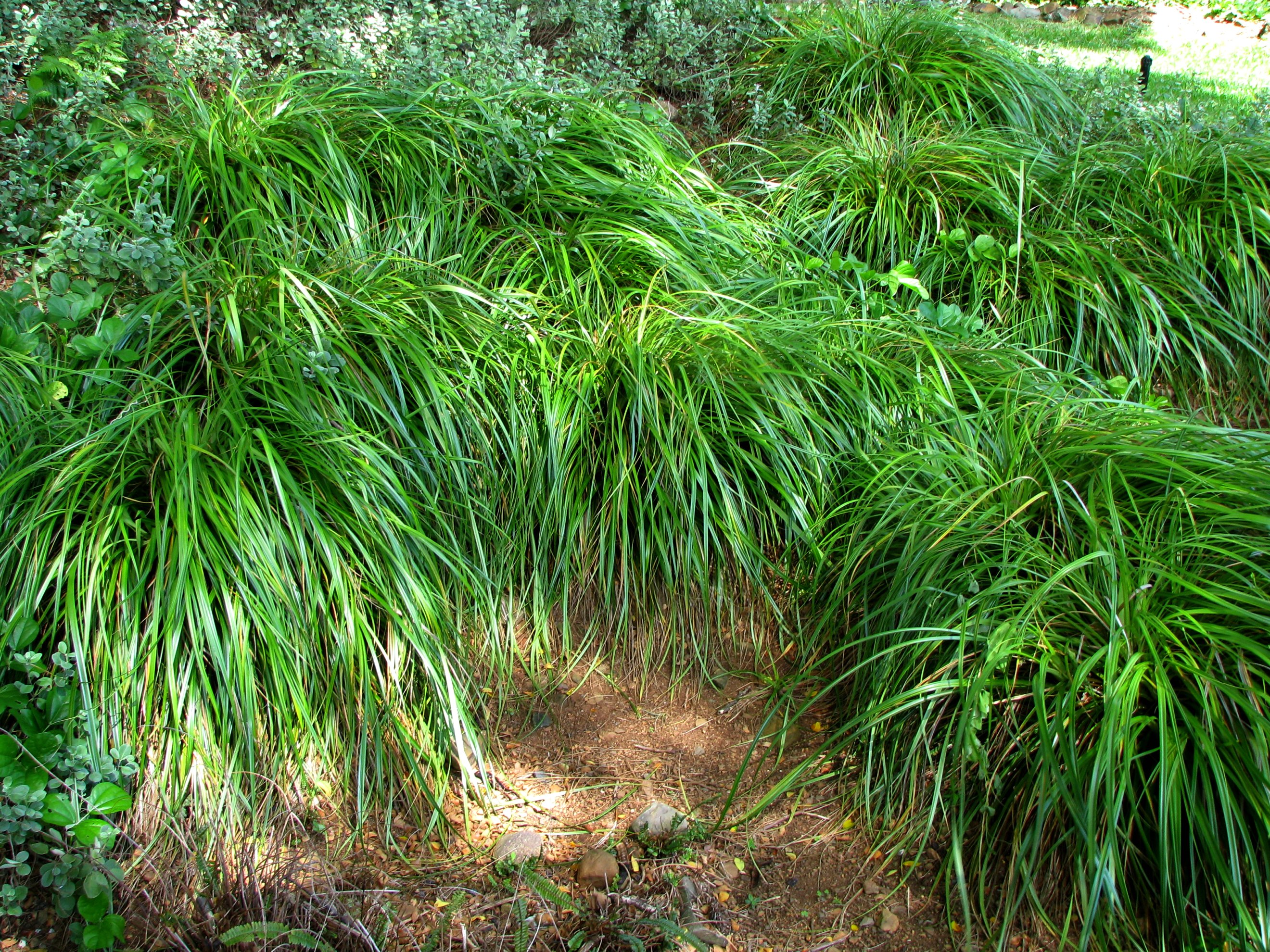